# هاري بوتر
هاري بوتر (بالإنجليزية: Harry Potter) هو شخصية خيالية في سلسلة من سبعة كتب للكاتبة البريطانية جوان رولينغ التي تحكي حكاية الصبي الساحر هاري بوتر، منذ اكتشافه لحقيقة كونه ساحراً، وحتى بلوغه سن السابعة عشر، فتكتشف ماضيه وعلاقاته السحريّة وسعيه للقضاء على سيد الظلام لورد فولدمورت. وترافق سلسلة الكتب سلسلة من ثمانية أفلام تحمل نفس عناوين الكتب. إن سلسلة هذا الفيلم تدور حول ولد يسمى هاري بوتر، يُقتل والداه وهو طفلٌ صغيرٌ على يد اللورد (فولدمورت) سيد الظلام. حققت سلسلة هاري بوتر نجاحاً هائلاً منذ صدور الجزء الأول منها هاري بوتر وحجر الفلاسفة في 30 حزيران (يونيو) 1997، وتُرجمت إلى معظم لغات العالم الحية ومنها اللغة العربية. بيع من الكتاب السادس هاري بوتر والأمير الهجين عشرة ملايين نسخة عشية صدوره، واعتُبر من أكثر الكتب مبيعاً في التاريخ، حتى صدور الكتاب السابع والنهائي من السلسلة هاري بوتر ومقدسات الموت الذي بيع منه ثمانية ملايين نسخة في الولايات المتحدة الأمريكية وحدها عشية صدوره في 21 يوليو 2007. اكتملت سلسلة كُتب هاري بوتر بصدور الكتاب السابع والنهائي، فيما أبدت المؤلفة رولنغ نيتها في عدم العودة إلى عالم هاري بوتر إلا لأغراض خيرية. أُنتج من الكتب 8 أفلام لتكتمل السلسلة، عُرض آخرها هاري بوتر ومقدسات الموت في 15 يوليو 2011.
بالإضافة إلى مغامرات هاري بوتر في عالم السحر، أصدرت رولنغ ثلاثة كتب أخرى ضمن عالم هاري بوتر منها: الوحوش المذهلة وأين تجدها عن الحيوانات السحرية التي ذُكرت ولم تذكر في السلسلة، وكويدتش عبر العصور وهو كتاب عن رياضة السحرة المفضلة في السلسلة الكويدتش، وكذلك حكايات بيدل الشاعر الذي يحتوي قصصاً شعبية من العالم السحري.

## الحبكة
الشخصية المحورية في السلسلة هي هاري بوتر، وهو صبيٌ يعيش في مدينة ليتل وينينج الخيالية، بمقاطعة سري جنوب شرق إنجلترا مع خالته بتونيا درسلي وزوجها فيرنون درسلي وابنهما ددلي درسلي ويكتشف في سن الحادية عشرة أنه ساحر، رغم أنه يعيش في عالم الأشخاص العاديِّين الذين لا يملكون أيَّ قدرات سحرية والمعروفين في عالم السحرة باسم الماغل. عالم السحرة موجود بالتوازي مع عالم الماغل، وإن كان مخفيًا وسريًا. وإن القدرات السحرية تُولد مع الأطفال، ثم تتم دعوة جميع من يتمتعون بقدرات سحرية للدراسة في مدارس السحر بهدف تمكينهم من السيطرة على قدراتهم وتعلم المهارات اللازمة للنجاح في عالم السحرة.
أصبح هاري طالبًا في مدرسة مدرسة هوغوورتس للسحر والشعوذة، وهي مدرسة سحر بريطانية تقع في اسكتلندا، حيث تجري معظم الأحداث في السلسلة. بينما ينضُج هاري خلال فترة مراهقته، يتعلم التغلب على المشاكل التي تواجهه سواءً كانت سحريةً أو اجتماعيةً أو عاطفيةً، بما في ذلك تحديات المراهقين العادية مثل الصداقات والعلاقات الرومانسية والعمل المدرسي والامتحانات والقلق والاكتئاب والتوتر. ويتمثل الاختبار الأكبر الذي يواجهه هاري هو إعداد نفسه لخوض غمار حرب السحرة الثانية، التي ستدور أحداثها في بريطانيا.
كل روايةٍ تؤرخ لسنة واحدة في حياة هاري خلال الفترة من 1991 إلى 1998. تحتوي الكتب أيضًا على العديد من ذكريات الماضي، والتي كثيرًا ما يعيشها هاري وهو يشاهد ذكريات الشخصيات الأخرى في جهاز يسمى المفكرة.
يرتبط العالم الذي أنشأته جي كي رولينغ ارتباطًا وثيقًا بالواقع. فالمجتمع البريطاني السحري في سلسلة هاري بوتر مستوحى من الثقافة البريطانية في تسعينيات القرن العشرين والفولكلور الأوروبي والأساطير والخرافات الكلاسيكية والكيمياء، وهذا ما يتضمَّن أشياء مثل العصا السحرية والنباتات السحرية والجرعات والتعاويذ والمكنسة الطائرة والقنطور وغيرها من المخلوقات السحرية وحجر الفلاسفة، كل هذا بالإضافة إلى أغراض وأساطير جديدة اخترعتها رولينغ. لقد كان مسرح أحداث السلسلة الفنتازية «سجلات نارنيا» للكاتب سي. إس. لويس عَالَمًا خياليا مُغَايِرًا للعالم الذي نعيش فيه، كما كانت الأرض الوسطى مسرح أحداث سلسلة سيد الخواتم بمثابة ماضٍ أسطوريٍ، إلا أن عالم هاري بوتر السحري هو عالمٌ موجودٌ بالتوازي مع العالم الحقيقي، ويحتوي على نسخ سحرية للعديد من الأغراض العادية التي نستعملها في الحياة اليومية. كما تدور العديد من الأحداث في اسكتلندا (هوجورتس)، والريف الغربي وديفون ولندن ومقاطعة سري في جنوب شرق إنجلترا. يتألف العالم الذي يتمكن من دخوله السحرة والكائنات السحرية فقط من مجموعة من الشوارع المَخْفِيَّة التي يتم تجاهلها والحانات القديمة والقصور الريفية والقلاع المنعزلة التي لا يتمكن الماغل (غير السحرة) من رؤيتها.

### السنوات الأولى
عندما تُفتتح الرواية الأولى من السلسلة، هاري بوتر وحجر الفيلسوف، من الواضح أن أمرًا مهمًّا قد حَدَثَ في عالم السحرة - وهو أمرٌ رائع جدًا لدرجة أنَّ الماغل (غير السحرة) لاحظوا علامات عليه. يتم الكشف عن الخلفية الكاملة لهذا الحدث وماضي هاري بوتر تدريجياً خلال السلسلة. بعد الفصل التمهيدي، يقفز الكتاب إلى وقتٍ قصيرٍ قبل عيد ميلاد هاري بوتر الحادي عشر، وفي هذه المرحلة يبدأ الكشف عن حقيقة كَوْنِهِ ساحرًا.
على الرغم من محاولات فيرنون درسلي - زوج خالة هاري - منع الطفل من التعرف على قدراته السحرية إلَّا أنَ جهوده لا تُجدي نفعًا. حيث يلتقي هاري بنصف عملاق، اسمه روبياس هاغريد، ليحصل بذلك أول اتصال له بالعالم السحري. يُعَرِّفْ هاجريد عن نفسه بأنه أمين المفاتيح وحارس الأراضي في مدرسة هوجورتس للسحر والشعوذة، كما يحكي لهاري بعض الأشياء عن ماضيه. يَعْلَم هاري أنه عندما كان طفلاً، شَهِدَ مقتل والديه على يد ساحر الظلام المهووس بالسلطة اللورد فولدمورت (المعروف أكثر في المجتمع السحري باسم «أنت تعرف من» أو «الذي يجب أن لا نذكر إسمه»، ويُناديه ألبوس دمبلدور باسمه الحقيقي توم مارفولو ريدل) بعد قتل والديه ألقى فولدمورت تعويذة قاتلة على هاري لقتله. بدلاً من ذلك، حَدَثَ ما لم يكن متوقعًا حيث نجا هاري مع ندبةٍ على شكل برقٍ في جبهته كعلامةٍ على الهجوم، واختفى فولدمورت بعد ذلك بفترةٍ وجيزةٍ، ضعيفًا جدًّا بعد أن ارتدَّت عليه تعويذته التي أطلقها على هاري.
باعتباره المُنقذ من عهد فولدمورت الرهيب، أصبح هاري أسطورةً حيةً في عالم السحرة. ومع ذلك، بناءً على أوامر الساحر الموقَّر والمعروف ألبوس دمبلدور، تم وضع هاري اليتيم في منزل أقاربه الماغل، عائلة درسلي، الذين أبقوه آمنًا لكنهم عاملوه معاملةً سيئةً، مثل سَجْنِهِ في خزانةٍ تحت الدرج وحرمانه من وجبات الطعام ومعاملته كخادم لهم. قام هاجريد بدعوة هاري رسميًا للالتحاق بمدرسة هوجورتس للسحر والشعوذة، وهي مدرسةٌ سحريةٌ شهيرةٌ في اسكتلندا تقوم بتعليم السحرة المراهقين أثناء مسيرتهم الدراسية لمدة سبع سنوات، من سن الحادية عشرة إلى السابعة عشرة.
بمساعدة هاجريد، يستعِدُّ هاري للسنة الأولى من دراسته في هوجورتس حيث يشتري كتبه ولوازمه الدراسية بعد حصوله على ثروته الصغيرة التي تركها له والداه في بنك السحرة غرينغوت. عندما يبدأ هاري في استكشاف العالم السحري، يتعرف القارئ على العديد من المواقع الأساسية المُسْتَخْدَمَة على مدار السلسلة. يلتقي هاري بمعظم الشخصيات الرئيسية ويكتسب صديقين مقربين له: رون ويزلي وهو طفلً محبً للمرح من عائلة سحريةٍ عريقةٍ وكبيرةٍ وسعيدةٍ ولكنها فقيرة، وهيرميون غرينجر وهي ساحرةٌ موهوبةٌ ومجتهدةٌ تنتمي إلى عائلة من الماغل (غير السحرة). يواجه هاري أيضًا أستاذ الجرعات في المدرسة، سيفيروس سناب، الذي يظهر كراهيةً عميقةً ودائمةً له بشكلٍ واضحٍ، كما يلتقي هاري بالطفل الشقي والثري دراكو مالفوي الذي يُشَكِّل معه علاقة عداء ومنافسة، ويلتقي هاري أيضًا بمعلم الدفاع ضد فنون الظلام كويرينوس كويرل، الذي يتبين لاحقًا أنه مُتحالِف مع اللورد فولدمورت. يكتشف هاري أيضًا موهبته في الطيران على المكانس ويتم اختياره للعب في فريق جريفندور للكويدتش، وهي رياضةٌ في عالم السحرة حيث يطير اللاعبون على المكانس. يُختتم الكتاب الأول بمواجهة هاري الثانية مع اللورد فولدمورت، الذي يحاول الحصول على جسد ليسترجع قوته من جديد باستخدام قوة حجر الفلاسفة وهي حجر تمنح الحياة الأبدية وتحول أي معدن إلى ذهب خالص.
تستمر السلسلة مع الرواية الثانية هاري بوتر وحجرة الأسرار، التي تحكي عن أحداث السنة الثانية لهاري في هوجورتس. يحقِّق هو وأصدقاؤه في لغز عمره 50 سنة يبدو أنه مرتبط بشكل غريب بالأحداث الخطيرة التي تَقَعُ مُؤَخَّرًا في المدرسة. تبدأ أخت رون الصغرى جيني ويزلي بدراسة سنتها الأولى في هوجورتس، وتجد دفترَ ذكرياتٍ قديمًا بين أدواتها والذي تَبَيَّنَ أنه دفتر ذكريات طالب سابق في هوجورتس اسمه توم مارفولو ريدل، كتبها خلال الحرب العالمية الثانية. تم لاحقًا اكتشاف أنه اللورد فولدمورت عندما كان صغيرًا، وقد سَحَرَ هذا الدفتر بهدف تخليص المدرسة من أصحاب «الدماء الموحلة»، وهو مصطلح مهين يصف السحرة المنحدرين من عائلات الماغل (غير السحرة). تتواجد ذكرى توم ريدل داخل المذكرات وعندما تبدأ جيني بالثقة في دفترَ الذكرياتٍ، يستطيع فولدمورت السيطرة عليها.
من خلال المذكرات، تعمل جيني بناءً على أوامر فولدمورت وتفتح دون وعي «غرفة الأسرار»، مطلقةً بذلك الوحش القديم الذي يسكن الغرفة والذي يبدأ في مهاجمة الطلاب في هوجورتس، تم لاحقًا اكتشاف أن الوحش هو باسيليسك. حيث يقتل كل مَنْ يُجْرِي معه اتصالًا مباشرًا بالعين دون واسطة ويصيب أولئك الذين ينظرون إليه بشكل غير مباشر بحالة من الجمود. يُقدِّم الكتاب أيضًا مُدرِّسًا جديدًا للدفاع ضد فنون الظلام هو غيلدروي لوكهارت، وهو ساحر مبتهج للغاية ومغرور بنفسه ويحب الشهرة والأضواء يتَبَيَّن لاحقًا أنه مجرد محتال.
يكتشف هاري أيضًا قُدْرَتَه على التحدث بلغة الثعابين وهي مهارةٌ نادرةٌ وغالبًا ما ترتبط بـ السحر الأسود. بعد أن تَتَعَرَّضُ هيرميون للهجوم وتتجمد، يتمكن هاري ورون أخيرًا من حل اللغز وفتح غرفة الأسرار، حيث قام هاري بتدمير دفتر الذكريات من أجل إنقاذ جيني، وسيعرف بعد بضع سنوات أنه قام أيضًا بتدمير جزء من روح فولدمورت كان قد خبأه سيد الظلام في الدفتر. تَكْشِف نهاية الكتاب أن لوسيوس مالفوي، والد دراكو هو المجرم الذي وضع دفتر ذكريات اللورد فولدمورت بين أدوات جيني ويزلي.
الرواية الثالثة، هاري بوتر وسجين أزكابان، تحكي عن هاري في سنته الثالثة بمدرسة هوجورتس. وهي الرواية الوحيدة في السلسلة التي لا يظهر فيها اللورد فولدمورت بأي شكلٍ من الأشكال، حيث يتم ذكره فقط. في هذا الكتاب، يجب على هاري أن يتعامل مع تهديد سيريوس بلاك وهو سجينٌ هرب من سجن أزكابان للسحرة بهدف العثور على هاري وقتله. كان بلاك أفضل صديقٍ لوالد هاري، ووفقًا لـ مجتمع السحرة فهو قاتلٌ هاربٌ ساعد في قتل والديْ هاري. يعاني هاري من خوفه الأكبر في هذه الفترة وهو مواجهة الدمنتورات وهي مخلوقاتٌ مظلمةٌ لديها القدرة على التهام الروح البشرية، وتتغذى على الذكريات السعيدة، وتنشر اليأس، وهي مكلفةٌ بحماية المدرسة من سيريوس بلاك. يتعرف هاري على ريموس لوبين، مدرس الدفاع ضد فنون الظلام الذي يكتشف هاري في النهاية أنه مستذئب. يُعَلِّم لوبين هاري تعويذات دفاعية أعلى بكثير من المستوى السحري للأشخاص في سنه.
في النهاية يَعرِف هاري أن كلاًّ من لوبين وبلاك كانا صديقين حميمين لوالده وأن بلاك بريء وقد تم اتهامه من قِبَل صديقهم الرابع بيتر بيتيغرو الذي كان يختبئ في شكل جرذ رون الأليف سكابرز لأنه هو الخائن الحقيقي الذي ساعد فولدمورت في قتل والديْ هاري. في هذا الكتاب، تم التأكيد على موضوع متكرر في السلسلة وهو ظهور مدرس جديد للدفاع ضد فنون الظلام في كل كتاب، ولا يدوم أي منهم أكثر من عام دراسي واحد.

### عودة فولدمورت
تحكي الرواية الرابعة في السلسلة، هاري بوتر وكأس النار، عن السنة الرابعة لهاري في مدرسة هوغوورتس. حيث دخل هاري عن غير قصد كمشارك في بطولة السحرة الثلاثة، وهي مسابقة خطيرة ولكنها مثيرة حيث يجب أن يتنافس ثلاثة «أبطال»، واحد من كل مدرسة مشاركة، في ثلاث مهام من أجل الفوز بكأس بطولة السحرة الثلاثة. في هذا العام، يجب أن يُنَافِس هاري ساحرة شابة من مدرسة بوباتون (فرنسا) وبطلًا ساحرًا من مدرسة دارمسترانج (أوروبا الشرقية)، بالإضافة إلى طالب آخر في هوجورتس، مما جعل أصدقاء هاري يبتعدون عنه.
يَسْتَعِين هاري خلال البطولة بأستاذ الدفاع ضد فنون الظلام الجديد، ألاستور مودي أو «مودي ذو العين المجنونة»، الذي تبين في النهاية أنه ليس مودي بل هو أحد أنصار فولدمورت يدعى بارتيموس كروتش الإبن وقد كان متنكرا في شكل مودي باستعمال جرعة سحرية خاصة، وهو الذي أدخل اسم هاري سرًا في البطولة. في تلك النقطة التي فيها الكشف عن هذه الجزئية تتحول السلسلة من التَّوَجُّس وعدم اليقين إلى صراع مفتوح. حيث نجحت خطة فولدمورت في جعل كراوتش يستخدم البطولة لجلب هاري إليه. على الرغم من تمكن هاري من الهروب، إلَّا أنَّ سيدريك ديجوري بطل هوجورتس الآخر في البطولة قد قُتل على يد بيتر بيتيغرو وعاد فولدمورت إلى عالم السحرة بجسد مادي واسترجع بذلك كامل قوته.
في الكتاب الخامس، هاري بوتر وجماعة العنقاء، يجب على هاري مواجهة فولدمورت بعد أن عاد إلى عالم السحرة. رداً على عودة فولدمورت، أعاد دمبلدور تنشيط جماعة العنقاء، وهي جمعية سرية مقرُّها منزل عائلة سيريوس بلاك وتعمل على مواجهة فولدمورت وأتباعه ومنعهم من تحقيق على أهدافهم الشريرة، كما تعمل على حماية هاري.على الرغم من أنَّ هاري أعلن عن عودة فولدمورت، إلَّا أنَّ وزارة السحر والعديد من الآخرين في عالم السحرة يرفضون تصديق عودة سيد الظلام. في محاولة لمواجهة دمبلدور وتشويه سمعته في النهاية، الذي يُعَدُّ الصوت الأبرز في العالم السحري الذي يحاول التحذير من عودة فولدمورت، عَيَّنَت وزارة السحر دولوريس أمبريدج كمحققة كبيرة لهوجورتس ومدرسة ازكابان جديدة للدفاع ضد فنون الظلام. حَوَّلَت أمبريدج نظام المدرسة إلى نظام ديكتاتوري ومنعت الطلاب من تعلم طرق للدفاع عن أنفسهم ضد السحر الأسود.
يُشَكِّل كل من هاري ورون وهيرميون «جيش دمبلدور»، وهي مجموعة سرية من طلاب هوغوورتس وافق هاري على تعليمهم بعض مهارات الدفاع ضد فنون الظلام ذات المستوى العالي التي تعلمها من مواجهاته السابقة مع قوى الشر. من خلال هذه الدروس، يبدأ هاري في إثارة إعجاب الفتاة الجميلة تشو تشانغ. يعاني هاري من الإرهاق بسبب الواجبات المدرسية الكثيرة وجهود أمبريدج المستمرة والمتواصلة لإيقاعه في المتاعب والدروس الدفاعية لجيش دمبلدور، كما يبدأ هاري في المعاناة من قلة النوم لأنه يَتَلقَّى باستمرار أحلامًا مزعجة حول ممر مظلم في وزارة السحر، وتَتَملَّكُهُ رغبة مُلحَّة في معرفة المزيد. تم الكشف بعد ذلك عن نبوءة مهمة تتعلق بهاري ولورد فولدمورت، ويكتشف هاري أنه هو وفولدمورت لديهما علاقة إتصال فِكْرِي، مما يسمح لهاري بمشاهدة بعض تصرفات فولدمورت عن بعد. في ذروة الرواية، ينخدع هاري عند رؤية سيريوس يتعرض للتعذيب في وزارة السحر لذلك يذهب لإنقاذه مع مجموعة من أصدقائه. يواجه هو وأصدقاؤه أتباع فولدمورت (الملقبين بأكلة الموت) في وزارة السحر. على الرغم من أن وصول أعضاء جماعة العنقاء في الوقت المناسب أنقذ حياة المراهقين، إلا أن سيريوس بلاك قُتل في المعركة.
في الكتاب السادس، هاري بوتر والأمير الهجين، يبدأ فولدمورت في شن حرب مفتوحة. يتمتع هاري وأصدقاؤه بحماية نسبية من هذا الخطر في هوجورتس. إلَّا أنهم يتعرضون لصعوبات مرحلة المراهقة حيث يبدأ هاري في النهاية في مواعدة جيني ويزلي، ويُفْتَتَن رون بزميلته لافندر براون، وتبدأ هيرميون في تطوير مشاعر رومانسية تجاه رون. في بداية الرواية، لا يملك هاري كتابه المدرسي الخاص بمادة الجرعات لذلك يُعْطَى كتابًا مدرسيًا قديمًا مليئًا بالعديد من التعليقات التوضيحية والتوصيات موقعة من كاتب غامض يُلَقِّب نفسه بـ«الأمير الهجين». هذا الكتاب هو مصدر نجاح هاري الكبير في مادة الجرعات وبذلك يحصل على تقدير أستاذ المادة الجديد هوراس سلوغهورن، ولكن بسبب قوة التعويذات المكتوبة فيه أصبح مصدر قلق بعد ذلك.
مع اقتراب الحرب، أخذ هاري دروسًا خاصة مع دمبلدور، الذي أراه ذكريات مختلفة تتعلق بطفولة فولدمورت ومراهقته وشبابه في جهاز يسمى المفكرة. وبفضل هذه الذكريات يكتشف هاري ودمبلدور أنه من أجل الحفاظ على حياته، قام فولدمورت بتقسيم روحه إلى أجزاء، واستخدمها لإنشاء مجموعة من الهوركروكسات -وهي أدوات سحرية تُنشَأ باستخدام السحر الأسود من قبل سحرة أشرار يرغبون في تجنب الموت- ثم خبأها في مواقع مختلفة، أحدها كان دفتر الذكريات الذي دمَّرَه هاري في سنته الثانية في المدرسة. يحاول دراكو مالفوي، الذي انضم إلى أكلة الموت، مهاجمة دمبلدور عند عودته من البحث عن أحد الهوركروكسات، ويبلغ الكتاب ذروته عند مقتل دمبلدور على يد الأستاذ سيفيروس سناب، الذي يُصَرِّح فيم بعد أنه هو الأمير الهجين.
هاري بوتر ومقدسات الموت، آخر رواية كتبتها ج. ك. رولينغ في السلسلة، تبدأ مباشرة بعد أحداث الكتاب السادس. أكمل اللورد فولدمورت صعوده إلى السلطة وسيطر على وزارة السحر. يترك هاري ورون وهيرميون المدرسة حتى يتمكنوا من العثور على هوركروكسات فولدمورت المتبقية وتدميرها. لضمان سلامتهم وسلامة أسرهم وأصدقائهم، يضطرون إلى عزل أنفسهم. يتظاهر غول عائلة ويزلي بأنه «رون» وبأنه مصاب بمرض مُعدٍ، وينفصل هاري عن عائلة درسلي، وتَمْسَحُ هيرميون غرينجر ذكريات والديها وترسلهما إلى خارج بريطانيا.
بينما يبحث الثلاثي عن الهوركروكسات، يَتَعَرَّفُون على تفاصيل نبوءة قديمة عن مقدسات الموت، وهي ثلاثة عناصر أسطورية عندما يمتلكها شخص واحد، من المفترض أن تسمح لهذا الشخص بأن يكون سيد الموت. يكتشف هاري أن عباءة الإخفاء التي ورثها عن والده هي أحد مقدسات الموت، ويبحث فولدمورت عن عنصر آخر وهو أقوى عصا سحرية في التاريخ وهي «عصا الإلدر». في نهاية الكتاب، يتعرف هاري وأصدقاؤه على ماضي دمبلدور، بالإضافة إلى الدوافع الحقيقية لـ سيفيروس سناب حيث صار يعمل لصالح دمبلدور منذ مقتل والدة هاري. في النهاية، قُتل سناب على يد فولدمورت بسبب جنون العظمة الذي أُصيب به هذا الأخير.
بلغ الكتاب ذروته في معركة هوجورتس. قام هاري ورون وهيرميون، بمساعدة أعضاء جماعة العنقاء والعديد من المعلمين والطلاب، بالدفاع عن هوجورتس من فولدمورت وأكلة الموت ومختلف المخلوقات السحرية الخطرة. قُتلت العديد من الشخصيات الرئيسية في الموجة الأولى من المعركة، بما في ذلك ريموس لوبين وفريد ويزلي، الأخ الأكبر لرون.
بعد أن علم أنه هو نفسه هوركروكس، يُسَلِّم هاري نفسه إلى فولدمورت في الغابة المحرمة، حيث ألقى عليه سيد الظلام تعويذة القتل (أفادا كيدافرا). لا يستسلم المدافعون عن هوجورتس بعد أن عَلِمُوا بوفاة هاري ويواصلون القتال. يستيقظ هاري ويواجه فولدمورت، الذي تم تدمير جميع الهوركروكسات الخاصة به. في المعركة النهائية، ارتدت تعويذة القتل التي أطلقها فولدمورت بعد اصطدامها بتعويذة هاري الدفاعية (أكسبلياموس)، مما أسفر عن مقتل فولدمورت.

### التسلسل الزمني لأحداث السلسلة
تمتد القصة الرئيسية لهاري بوتر على مدار سبع روايات، تدوم كل منها مدة عام دراسي واحد. على الرغم من أن ج. ك. رولينغ لم تذكر صراحة السنة التي حدثت فيها قصتها، إلا أنها تركت أدلة كافية، حيث يمكن القول أنَّ الحبكة الرئيسية تجري بين 23 يونيو 1991 (يستيقظ هاري بوتر في يوم عيد الميلاد الحادي عشر لابن خالته ددلي)، و2 مايو 1998 (يوم وفاة فولدمورت).
هناك حدث يساعد في تحديد التسلسل الزمني للأحداث وهو وفاة السير نيكولاس دي ميمسي بوربينغتون المشهور بلقب نيك شبه مقطوع الرأس، والتي حَدَثَت في 31 أكتوبر 1492 وفقًا لحبكة الرواية الثانية، هاري بوتر وحجرة الأسرار. الشبح يحتفل «بالذكرى السنوية الخمسمائة لوفاته»، لذلك تم تحديد السنة الدراسية الثانية في 1992 - 1993. تؤكد المؤشرات على قبر جيمس وليلي بوتر في الرواية السابعة هذه الافتراضات. كما تم ذكر بعض الأحداث المهمة المتعلقة مباشرة بالقصة والتي حدثت قبل عام 1991.
- قبل يوليو 1980:[55] تقوم العرَّافة سيبيل تريلاوني بنبوءة فحواها أنَّ الطفل المولود في أواخر يوليو سيكون لديه القدرة على هزيمة الساحر الأسود فولدمورت.[55]
- 31 يوليو 1980:[56] ولادة هاري بوتر.
- 31 أكتوبر 1981:[54] قُتل جيمس وليلي بوتر على يد فولدمورت أثناء محاولتهما حماية ابنهما، لكن تعويذة سيد الظلام انقلبت عليه عندما حاول قتل هاري. يختفي فولدمورت، بعد أن فقد شكله المادي، إلى أجل غير مسمى. ويُعْتَقَدُ أنَّهُ هُزِم.
- 1 نوفمبر 1981:[57] قام بيتر بيتيغرو، الذي خان أصدقاءه القدامى جيمس وليلي من خلال الكشف عن مكان اختبائهم لفولدمورت، بقتل اثني عشر شخصًا من الماغل. ويَدَّعي أنه قُتِلَ لِيُتَّهَمَ سيريوس بلاك بكل جرائمه.[58] تم حبس سيريوس بلاك في سجن أزكابان[57] وعَهَدَ ألبوس دمبلدور بهاري إلى خالته وزوجها، عائلة درسلي.[59]
- 31 يوليو / تموز 1991:[56]كشف روبيس هاغريد لهاري عن أصوله واصطحبه إلى حارة دياغون، ليشتري مستلزماته المدرسية.[60]
- 29 مايو / أيار 1993:[61] دخل هاري إلى غرفة الأسرار، وقتل الباسيليسك الذي يسكن الغرفة، ودمَّر دفتر مذكرات توم ريدل (الذي لا يعرف أنه أول هوركروكس).
- 1 أغسطس 1993:[62] يهرب سيريوس بلاك من سجن أزكابان ليجد هاري بوتر ويقتل بيتر بيتيغرو.
- من 6 يناير 1994:[63] يُعَلِّم ريموس لوبين هاري كيفية إنتاج الباتروناس.
- بداية يونيو 1994: عثر سيريوس بلاك على هاري بوتر وشرح له الظروف الدقيقة لوفاة والديه. يكتشف هاري هوية بيتر بيتيغرو الذي كان يختبئ في شكل سكابرز، فأر رون. ثم يتمكن بيتيغرو من الفرار.
- 24 نوفمبر 1994:[64] المهمة الأولى لبطولة السحرة الثلاثة، مواجهة التنين.[65]
- 24 فبراير 1995:[64] المهمة الثانية للبطولة اختبار البحيرة.[66]
- 24 يونيو 1995: ولادة اللورد فولدمورت من جديد بعد المهمة الثالثة والأخيرة للبطولة، اختبار المتاهة.[67] تحدث مبارزة في مقبرة ليتل هانجلتون بين هاري وفولدمورت. مُشادَّة كلامية بين دمبلدور ووزير السحر، كورنيليوس فودج. حيث يرفض هذا الأخير الإعلان عن عودة فولدمورت لأنه لا يصدق الخبر.
- 8 سبتمبر 1995:[68] تم تعيين دولوريس أمبريدج من قِبَل وزارة السحر في منصب المحقق الكبير لهوغوورتس، والمُصَرَّح له بممارسة رقابة صارمة هناك.[69] يتعرض هاري لعقوبة مؤلمة بسبب إصراره على إخبار الطلاب الآخرين بعودة فولدمورت.
- بداية أكتوبر 1995:[68] تأسيس جيش دمبلدور.
- 17 يونيو 1996: معركة بين هاري وأصدقائه وجماعة العنقاء وألبوس دمبلدور ضد أكلة الموت واللورد فولدمورت في قسم الألغاز التابع لوزارة السحر. يموت سيريوس بلاك في هذه المعركة.[70] يَتَمَكَّن الوزير كورنيليوس فودج من إلقاء نظرة على فولدمورت قبل أن يهرب الأخير. يستقيل فودج ويحل محله روفوس سكريمجيور.

- 21 أبريل 1997:[71] اكتشف هاري ودمبلدور وجود الهوركروكسات، أجزاء من روح فولدمورت مخبأة في أشياء عزيزة عليه، والتي يجب أن يتم تدميرها واحدًا تلو الآخر لجعل فولدمورت فانيًا من جديد.
- نهاية مايو 1997:[71] قُتِلَ ألبوس دمبلدور على يد سيفيروس سناب (بعد اتفاق سري بين الرجلين).
- 1 أغسطس 1997:[52] سقوط وزارة السحر. استولى اللورد فولدمورت على السلطة وقتل الوزير روفوس سكريمجيور.
- 1 مايو 1998: يَعْثُرُ كل من هاري ورون وهيرميون على هوركروكس جديد في بنك غرينغوت وهو كأس هافلباف ثم يتوجَّهُون إلى هوجورتس للعثور على آخر الهوركروكسات: تاج رافينكلو والأفعى ناجيني.
- ليلة 1 إلى 2 مايو 1998: معركة هوجورتس. قُتلت العديد من الشخصيات الرئيسية في هذه المعركة، بما في ذلك سيفيروس سناب وريموس لوبين ونيمفادورا تونكس وفريد ويزلي. يُسَلِّم هاري نفسه لفولدمورت عندما يعرف أنه هوركروكس أيضًا، قبل ذلك يستخدم حجر القيامة - وهو أحد مقدسات الموت - لرؤية والديه جيمس وليلي بوتر وسيريوس بلاك وريموس لوبين للمرة الأخيرة. يعتقد فولدمورت أنه تمكن من قتل هاري لكنه لم يدمر سوى الهوركروكس الذي يعيش فيه.
- 2 مايو 1998: وفاة توم ريدل، المعروف أيضًا باسم فولدمورت، عندما حاول استخدام عصا الإلدر لقتل هاري لكنها رفضت قتل مالكها الشرعي.

خاتمة المسلسل الرومانسي (في نهاية هاري بوتر ومقدسات الموت)، وكذلك أحداث التكملة المسرحية هاري بوتر والطفل الملعون التي اقترحها جاك ثورن، تجري في سبتمبر 2017، أي بعد تسعة عشر عامًا من معركة هوجورتس.

## كُتب هاري بوتر

### هاري بوتر وحجر الفلاسفة
«هاري بوتر وحجر الفلاسفة» هو أول كتاب في سلسلة من سبعة كتب باسم هاري بوتر على يد الكاتبة البريطانية ج. ك. رولينج. بطل الكتاب هو فتى اسمه هاري بوتر؛ هزيل، وأسود الشعر، ويرتدي نظارات مستديرة. عاش الصبي بعد وفاة والديه عند خالته بتونيا وزوجها فيرنون وابنهما الوحيد ددلي في بيت خالته مكروها منهم. فقد أخفت عليه خالته وزوجها أنه ساحر، وأن والديه قد قتلوا على يد ساحر الظلام اللورد فولدمورت. هذا الساحر حاول قتله أيضًا، ولكن هاري بوتر نجا بسبب تضحية أمه وحمايته لكي لا يلمسه اللود فولدمورت (ملك الظلام)، ولكنه بقي مع ندبة على شكل برق في جبهته.
طوال أحد عشر عامًا كان يظن أنه شخص عادي، وأن والديه ماتوا في حادث سيارة. يدعى هاري بوتر للتعلم في مدرسة هوجورتس للسحر والشعوذة التي يديرها المدير دمبلدور وهو أعظم ساحر في العالم، والوحيد الذي يخافه اللورد فولدمورت. حاولت عائلة هاري بوتر منعه من الذهاب، ولكن مع وجود هاجريد استطاع الذهاب.
الطريقة الوحيدة للوصول إلى هوجورتس هي عن طريق القطار المسمى«قطار هوجورتس السريع» الذي يخرج من رصيف 9 و4/3 من محطة «الخط السريع»، ومع مساعدة من عائلة ويزلي يتمكن هاري من الوصول إلى هذا الرصيف.
في المدرسة يتعرف هاري بوتر على صديق جديد وهو رون ويزلي، الابن الصغير في عائلة سحرة فقيرة، وهيرمايني جرينجر وهي ابنة لعائلة من العامة (غير السحرة). بجانب الأصدقاء يصادف هاري أيضًا أعداء، وأحدهم هو دراكو مالفوي الابن الوحيد لعائلة مالفوي نقية الدم (أي أن كل عائلته سحرة). في بداية السنة المدرسية الأولى يقسم الطلاب إلى أربعة بيوت، وهي: جريفندور-سليذرين- هفلباف -رافنكلو. ويصنف هاري وأصدقائه في بيت جريفندور - بيت الأبطال -. ومالفوي يرسل لبيت سليذرين الذي أُرسل إليه معظم سحرة الظلام.
القصة تدور حول حجر الفيلسوف المخبئ في المدرسة تحت مراقبة المعلمين. هاري وأصدقائه يعدون خطة من أجل إنقاذ الحجر الذي سيسرق، ومعلم الوصفات السحرية أستاذ سيفروس سناب يصبح المشتبه به الأول.
في ظل العمل المشترك والمساعدة من قبل الأصدقاء الثلاث ينجح هاري وأصدقائه بالتغلب على القوى السحرية التي تحرس الحجر، حيث في النهاية يواجه هاري شخصًا لا يتوقعه أبدًا، ليس الأستاذ سناب كما توقعوا، وإنما كويريل معلم الدفاع عن النفس ضد السحر الأسود الذي سيطر لورد فولدمورت على جسده وشاركه إياه، حيث استعمل اللورد فولدمورت من أجل سرقة الحجر، ولكنه فشل. اختفى اللورد فولدمورت ومات كويريل، والحجر تم تدميره من قبل البروفيسور الباس دمبلدور؛ لأن هناك الكثيرين يسعون وراؤه الآن.

### هاري بوتر وحجرة الأسرار
الكتاب الثاني من سلسلة كتب هاري بوتر للمؤلفة البريطانية ج. ك. رولنغ. صدر في عام 1998 ليُكمل ما بُدء في الجزء الأول هاري بوتر وحجر الفلاسفة، وحقق رواجاً وشعبية هائلين عزز مكانه هاري بوتر في قلوب الملايين حول العالم، ولم يختلف الناشرون في اسم الكتاب كما حصل في الجزء الأول حيث اعتقد الناشر الأمريكي أن اسم حجر الساحر أكثر جذباً من حجر الفلاسفة، رغم أن الثاني أصوب وأقرب لمنطق الأحداث والتاريخ.
في هذا الجزء تقوى صلة هاري بوتر بالعالم السحري، ويتعرف القراء المزيد عن هذا العالم وعن تصنيف الطبقات فيه، وعن تراتبية أركانه. مع الأحداث الرهيبة والمرعبة التي تملأ هذا الجزء، إلا أنه مع هاري بوتر وحجر الساحر يُعتبران الكتابين الأقل حجماً وكآبة في سلسلة هاري بوتر، إذ أن الظُلمة تزيد بعد هذين الكتابين، ويزداد ارتباط الكتب ببعضها مع زيادة عدد صفحاتها، فكل كتاب يُفسر ما يسبقه، ويرتبط به ارتباطاً وثيقاً. وقد أخرجت هذه الرواية فيلماً.
والجزء الثاني الخاص بهاري بوتر وغرفة الأسرار أحداثه مثيرة جداً حيث يقوم لوسيوس والد دراكو مالفوى بوضع مذكرات توم ريدل في سلة جينى ويزلي؛ لتخليص بهوجورتس من السحرة ذوي الدم الموحل حسب قوله، وهكذا يبدأ الخطر بهوجورتس وظهرت خطورة هذه المذكرات بأن قام طوم ريدل بالسيطرة على جيني ومساعدته في الجرائم وبعد ذلك يقوم بتفسير أشياء خاطئة لهاري اتجاه هاجريد على أنه هو الذي فتح غرفة الأسرار من 50 عاماً. وتدور الأحداث والجرائم بتحجر معظم أبناء العامة بالمدرسة ومنهم هيرمايني، ويكتشف هاري أنه يستطيع التحدث للثعابين يتميز بلغة البارسنيغ وبعد ذلك يستطيع هاري ورون العثور على مدخل غرفة الأسرار ويتمكنا من الدخول لإنقاذ جيني ليكتشف هاري بوتر أن توم ريدل هو نفسه اللورد فولدمورت الذي يحاول قتله.
يتمكن هاري من قتل الثعبان (الوحش الموجود في غرفة الأسرار) وتحرير جيني، وحماية الجميع من اللورد فولمورت، وبذلك تكتشف الحقيقة بأن هاجريد لم يفتح غرفة الأسرار.

### هاري بوتر وسجين أزكابان
الكتاب الثالث من سلسلة كتب هاري بوتر للمؤلفة البريطانية ج. ك. رولنغ. صدر في عام 1999 ليُكمل المغامرة المذهلة للصبي الساحر هاري بوتر، وتعزيز مكانة السلسلة ومبيعاتها. كما أثبت علو كعب رولينج في الكتابة والتحليل النفسي. في هذا الجزء يدخل هاري بوتر ورفيقاه رون ويزلي وهيرمايني جرينجر سن المُراهقة، وتزداد الأحداث كآبة وتوتراً، حيث يكتشف هاري بوتر المزيد عن موت والديه، وعن خيانة وورمتيل لهما الذي كان مختبئًا في هيئة فأر رون الأليف (سكابرز)، ويعرف أن له أباً روحياً هو سيرياس بلاك سجين أزكابان، والذي كان متهمًا بقتل وورمتيل و12 شخصًا من العامة. بينما الحقيقة هي أن وورمتيل هو من قتل ال12 شخصًا واختفى وترك إصبعه مقطوعًا ليظن الجميع أن سيرياس قد قتله ولم يبق من جسده سوى إصبعه.
يمتلئ هذا الجزء بالتحولات إلى حيوانات، كما يظهر فيه المستذئب الرقيق ريموس لوبين مُعلم الدفاع ضد فنون السحر الأسود، وصديق جيمس بوتر والد هاري. ترمز هذه التحولات في نظر بعض العلماء النفسيين، بالإضافة إلى الأجواء القاتمة للرواية إلى التحولات الجنسية (المرعبة) التي تُصاحب مرحلة البلوغ، وإلى كآبة المراهقة. يُعد هذا الكتاب أول الكتب القاتمة في السلسلة، وفيه يبلغ هاري بوتر ورفيقاه، كما يتعرف المزيد عن العالم السحري وعن قدره، غير أن الكثير يبقى غامضاً وتكشف عنه بقية الكُتب.
و هذا هو أول كتاب لم يظهر لورد فولدمورت فيه بشكل شخصي.

### هاري بوتر وكأس النار
صدر كتاب كأس النار في عام 2000 ليمثل علامة فارقة في شعبية هاري بوتر وفي مسار المغامرة. ففي هذا الكتاب الحافل بالمغامرات والأوصاف السحرية، يعود لورد فولدمورت من جديد بعد أن استعاد جسده ويقع عالم السحر في مفترق طرق. في هذا الجزء أصبح هاري بوتر أكبر وأكثر ثقة بنفسه، لكنه يُفاجأ بضمه إلى دورة السحرة الثلاثة، ليصبح الساحر الرابع وعليه تأدية مهام خطيرة تقوده في النهاية عبر كأس النار إلى فولدمورت ليهرب منه حيًا، لكن بعد فقده لزميله سيدريك ديجوري الذي أمر فولدمورت بقتله.

يرى هاري بوتر والديه في ارتجاع تعاويذ عصا فولدمورت، ويستمع إلى صوتيهما، وفي هذا الجزء تظهر الخلافات واضحة بينه وبين صديقه الحميم رون ويزلي، كما يقع في الحب لأول مرة.
يظهر أكلة الموت للمرة الأولى بوضوح في هذا الكتاب، ويجتمعون حول سيدهم العائد، كما يكتشف هاري أن أستاذ الوصفات الكئيب سيفروس سناب هو أحدهم في الماضي، إلا أنه تركهم وأصبح جاسوسًا لوزارة السحر عليهم. في النهاية تضطرب الأحداث ويفترق المجتمع السحري، فتهتز ثقة هاري بوتر بنفسه وتزداد كآبته، كما تزداد وطأة المسؤوليات عليه. يتصرف هاري في هذا الكتاب كمراهق نموذجي يمتاز بالشجاعة الفائقة. ويُعد الجُزء الرابع أكثر أجزاء سلسلة هاري بوتر شعبية بين عموم الجمهور لما فيه من مغامرة، رغم قتامة أجواءه، والفزع الذي ترسمه.

### هاري بوتر وجماعة العنقاء
الكتاب الخامس من سلسلة كتب هاري بوتر للمؤلفة البريطانية ج. ك. رولنغ. صدر في عام 2003 بعد ثلاث سنوات من صدور الكتاب الرابع، كأس النار. تسبب تأخر الكتاب الخامس ثلاث سنوات في انتشار الشائعات والتكهنات حول مُنتهى مغامرات الصبي الساحر، لتقضي رولنغ على الشائعات بتأكيد نواياها طرح سبعة كتب فقط من مغامرات الصبي الساحر.
يُعد الكتاب الخامس أضخم كتب السلسلة حتى الآن، ويمتلئ بالأحداث المأساوية والقاتمة، وفيه تتلاشى الفواصل بين العالم العادي والعالم السحري القابع وراءه، ويكتشف هاري بوتر حقائق كانت قد غابت عنه منذ ولادته، كما يُفجع بموت أبيه الروحي. في نهاية الكتاب الخامس يُقر العالم السحري بعودة فولدمورت، وتبدأ الحرب الثانية بشكل علني. من نافل القول أن هذا الكتاب حقق أرقاماً هائلة في المبيعات.

### هاري بوتر والأمير الهجين
بعد عامين من صدور الكتاب الخامس هاري بوتر وجماعة العنقاء جاء الكتاب السادس في يوليو من عام 2005 ليؤذن بقرب انتهاء السلسلة. كتاباً بعد كتاب تُصبح سلسلة هاري بوتر أقرب إلى الكبار، أما بعد الكتاب السادس فإنها تُثبت ذلك، فعبر رحلة الكتاب الحافلة بالموت، والخراب، والذكريات القديمة، يكتشف هاري بوتر سر فولدمورت الأكبر، ويسعى لتدميره عبر هذا السر. كما يعود في الماضي مع معلمه ألباس دمبلدور ليكتشف المزيد عن تاريخ وأسرار فولدمورت.
حقق كتاب الأمير الهجين مبيعات ضخمة جداً، تُعد الأضخم في التاريخ، ففي خلال اليوم الأول من صدوره، باع أكثر من عشرة ملايين نُسخة. تُرجم الكتاب إلى اللغة العربية بعنوان: هاري بوتر والأمير الهجين، وحقق مبيعات ضخمة بمقاييس سوق النشر العربية.
يبدأ الكتاب من بيت سيفروس سنيب على غير العادة حيث يقيم قسم لا يكسر مع نارسيسا مالفوي على أن يحمي ابنها دراكو مالفوي في مهمته التي كلفه بها اللورد فولدمورت، ويوافق سنايب على هذا ويقيم عهدًا لا يكسر معها وتتجه الأحداث من جديد للنزل 4 شارع برايفيت درايف حيث يصل دمبلدور بنفسه إلى بيت آل درسلي ويأخذ هاري معه إلى الجحر، وقبل ذلك يمر على هوريس سلوغهورن لإقناعه بالعودة للتدريس. يصل هاري للجحر حيث يجد آل ويزلي بالإضافة إلى فلور ديلاكور التي قررت هي وبيل ويزلي الزواج ولكن لم يكن أحد يرحب بهذا الزواج خصوصًا السيدة مولي ويزلي وجيني ويزلي التي يدعونها باللزجة؛ نظرًا لطريقت كلامها. يخيم موت سيريوس بلاك على إقامة هاري بالجحر وبعد ذلك تبدأ الرحلة إلى هوجوورتس بعد زيارة محل ويزلي للخدع السحرية بحارة دياغون، وحالة الرعب التي تخيم على المجتمع السحري وأثناء تواجدهم للتسوق لحق هاري بدراكو مالفوي إلى حارة نكتورين وشاهده يهدد أحد أصحاب المتاجر «بورجين» بأحد الأشياء، وعندها ظن هاري أنها علامة الظلام.
عاد الكل إلى هوغوورتس، وأثناء رحلتهم بالقطار دخل هاري إلى مقصورة سليذرين تحت عباءة الإخفاء ولكن دراكو مالفوي كشفه وجمده باقى الرحلة دون أن يعلم أحد، إلى أن عثرت عليه نيمفادورا تونكس بعد نزول الجميع من القطار. ويسعى هاري لكشف ما يدبره دراكو مالفوي طوال العام. وبعد ذلك ينجح دراكو مالفوي بإدخال آكلي الموت إلى المدرسة، ولا يستطيع دراكو مالفوي القضاء على دمبلدور فيقتله سنايب، ثم بعد ذلك يقيموا جنازة للأستاذ العظيم ويبدأ هاري بتفكير كيف سيقتل اللورد فولدمورت.

### هاري بوتر ومقدسات الموت
صدر الكتاب السابع والأخير من سلسلة هاري بوتر في 21 يوليو 2007 بعنوان Harry Potter and The Deathly Hallows، وعنوان آخر بديل لمساعدة المترجمين هو Harry Potter and the Relics of Death (هاري بوتر وآثار الموت)، مسبوقاً بعاصفة من التوقعات حول مصير هاري بوتر، خصوصاً بعد تصريح رولنغ حول موت شخصيتين أُخريين دون تسميتهما.
تدور أحداث الكتاب السابع حول البحث عن الهوركروكسز (Horcruxes) التي استغلها فولدمورت ليقسم روحه بها، وبهذا يسعى هاري ورون وهيرمايني على إيجادها وتحطيمها. يقوم هاري بتحطيم المذكرة والتاج ويقوم رون بتحطيم الميدالية الذهبية عن طريق سيف جريفيندور، وتدمر هيرمايني كأس هافلباف عن طريق ناب البازيليسك.ويقوم نيفيل بقتل ناجيني. بينما حطم دمبلدور الخاتم قبل موته. أما هاري فيقوم فولدمورت من دون إدراك بتدمير الهوركروكس داخله.
يقوم هاري وأصدقاءه أيضًا بالبحث عن مقدسات الموت، ويكتشف بأنه يملك أحدها مسبقًا وهي (عباءة الإخفاء)، وبالنهاية ينجح بإيجادها جميعًا.
أثناء الصراع تقوم هيرمايني بكسر عصا هاري السحرية من دون قصد، وتحاول إصلاحها ولكنها تفشل بذلك.
يشن فولدمورت حرب عاتية على هوجوورتس ونهايتها تكون صراع بين هاري وفولدمورت. يقوم فولدمورت بإطلاق لعنة الموت (افادا كدافرا) على هاري ولكن هاري يسبقه بلعنة (اكسبليارموس) حيث يطير عصا فولدمورت من يده وترجع لعنة الموت عليه وبهذا ينجو هاري، ويقتل فولدمورت نفسه بنفسه.
الأشخاص الذين ماتوا أثناء الحرب:
1. ريموس لوبين ونيمفادورا تونكس (يتزوجان وينجبان ولد يسمونه «تيدي» وسوف يكون هاري أباه الروحي). ريموس يُقتل بواسطة دولوهوف بينما تُقتل نيمفادورا بواسطة خالتها بيلاتريكس
2. سيفروس سناب (تقوم ناجيني حية لورد فولدمورت بقتله).
3. هيدويج (بومة هاري).
4. ألاستور مودي (يقوم اللورد فولدمورت بقتله).
5. فريد ويزلي (يقتل في انفجار ناتج عن تعويذة آكل موت)
6. غويل (بتعويذة النار الشيطانية التي أطلقها هو).
7. دوبي (تقوم بلاتريكس بقتله).
8. بيتر بيتيغرو (تخنقه يده الفضية التي أهداها له لورد فولدمورت)
9. بيلاتريكس لسترانج (تقوم مولي ويزلي بقتلها).
10. كولن كريفي.
11. فينست كراب
12. لورد فولدمورت (يقوم هاري بوتر بالقضاء عليه).
13. لافندر براون (يقتلها فيرنر غريباك المستذئب).
14. تشاريتي باربوج (يقتلها فولدمورت).

## بعد مرور 19 سنة
- يتزوج هاري من جيني وينجبون ولدين وهم جيمس سيريوس والباس سيفروس وإبنه واحدة هي ليلي لونا.
- يتزوج رون وهيرمايني وينجبون روز وهوغو
- يتزوج جورج ويزلي من أنجلينا جونسون وينجب ولد يسميه فريد على اسم أخيه الميت وبنت اسمها روكسان.
- يتزوج بيرسي ويزلي من أودري ويزلي وينجب مولي ولوسي.
- نيفيل لونغبوتوم يصبح بروفيسور للنباتات في هوجوورتس ويتزوج من هانا أبوت التي تصبح مالكة المرجل الراشح.
- بيل ويزلي يتزوج من فلورا ديلاكور وينجبن بنتين: فيكتوار ودومينيك، وولد اسمه لويس.
- تيدي ابن ريموس لوبين ونيمفادورا تونكس يقع بحب فيكتوار ابنة بيل ويزلي.
- دراكو مالفوي يتزوج من استوريا جرينجراس وينجب سكوربيوس هايبريون والذي كان في سنته الأولى مع الباس سيفروس.
- لونا لوفجود تتزوج من رولف سكامندر وتنجب التؤام لوركان وليسندر و جنالوسي الابنة الاكبر.
- أصبح هاري مدافعاً ضد السحر الاسود (Auror) في مكتب المدافعين بالوزارة، ثم أصبح بعدها رئيساً لهذا القسم، وما زال محتفظاً بدراجة سيريوس بلاك التي أصلحها له السيد آرثر ويزلي، ولم يعد بوسعه الآن التحدث بلغة الثعابين بعد أن تم تدمير ذلك الجزء من روح فولدمورت بداخله.
- تلعب جيني ويزلي في فريق هوليهيد هاربيز للكويديتش لبعض من الوقت، ثم تتوقف عن ذلك وتتزوج هاري بوتر. وبعدها تصبح المراسلة الصحفية الأولى لأخبار الكويديتش في جريدة المتنبئ اليومي.
- رون ويزلي يعمل مع «هاري» في قسم المدافعين في الوزارة. ثم يترك العمل في الوزارة ويذهب ليعمل في متجر أخيه جورج (آل ويزلي للألعاب والخدع السحرية).
- وجدت هيرماني والديها في أستراليا، وقامت بإلغاء تعويذة تعديل الذاكرة التي وضعتها عليهم. عملت في البداية بقسم التنظيم والسيطرة على المخلوقات السحرية التابع لوزارة السحر؛ حيث قامت بتحسين أوجه معيشة الجن المنزلي وغيرهم من المخلوقات بشكل كبير، وبعدها انتقلت إلى قسم تنفيذ القانون السحري حيث قامت بالمساعدة في إزالة القوانين الظالمة المؤيدة للدم النقي.
- جورج ويزلي يستمر في العمل بنجاح في متجر الخدع السحرية ويسمي ابنه الأول فريد على اسم أخيه التوأم الذي فقد حياته في المعركة الأخيرة ضد فولدمورت.
- لونا لفجود تجوب العالم أجمع للبحث عن المخلوقات السحرية الغريبة والفريدة من نوعها، وأخيراً تتزوج من رولف حفيد أحد علماء الطبيعة المشهورين نيوت سكاماندر، وتعود جريدة والدها الكويبلر لحالتها المعتادة من الجنون المطبق والحماقة ولكنها تلقى تقديرًا من القراء الذين يجدون فيها التسلية والدعابة الغير مقصودة و ابنتها جنالوسي تدخل منزل رايفنكلو للأذكياء و تكبر لتصبح رسامة مشهورة و كاتبة مرموقة بدايةً من مجلة جدها إلى الاحتراف و الانطلاق.
- فايرنز القنطور أصبح مرحباً به مرة أخرى في القطيع؛ حيث اعترفوا أخيراً بقيمة نزعته المؤيدة للبشر.
- دولوريس أمبريدج تم إلقاء القبض عليها واستجوابها، ثم تم سجنها لجرائمها العديدة ضد أبناء العامة.
- أصبح كينجسلي شاكلبولت الوزير الدائم للسحر. يعمل تحت إمرته بيرسي ويزلي كموظف كبير وأساسي بالوزارة، وبناء على التغييرات التي قام بتشكيلها شاكلبولت؛ لم يعد سجن أزكابان يستخدم الديمنتورات بعد الآن. وبالتبعية فقد أصبح العالم الآن أكثر إشراقاً بكثير. كما قام كل من هاري ورون وهرمايوني بأدوارهم في مساعدة تجديد الوزارة وقوانينها.
- منزل سليذرين في مدرسة هوجورتس أصبح منفتحاً أكثر على باقي المنازل، ولم يعد ذلك الحصن المقتصر على أنقياء الدم بالرغم من بقاء سمعته المظلمة.
- تعويذة النحس التي وضعها فولدمورت على وظيفة أستاذ الدفاع ضد السحر الأسود تم كسرها بموته. أصبح الآن هناك أستاذ دائم للدفاع ضد السحر الأسود.
- لا تظهر لوحة ل سيفروس سنيب في مكتب المدير لمدرسة هوجورتس رغم أنه عمل كمدير للمدرسة لفترة قصيرة؛ وذلك لأنه تخلى عن موقعه مع بداية المعركة ضد فولدمورت، ولكن هاري كون جماعة تطالب بإضافة لوحة لسنيب كما تطالب بنشر الحقيقة الكاملة ل سيفروس سنيب وولائه الحقيقي لهوجورتس على الجمهور.

أُطلق الكتاب في المكتبات العالمية الكُبرى في منتصف ليل الجمعة/السبت في ثلاثة وتسعين دولة من بينها: المملكة المتحدة، الولايات المتحدة، وأستراليا.

## الكتب خارج الخط الزمني للأحداث

### الوحوش المذهلة وأين تجدها
في 2001 كتبت رولنغ الكتاب وصدر عن ناشر هاري بوتر الفرنسي، دار بلومزبري، وخُصص ريعه لصالح مرضى السرطان من الأطفال.
ذُكر في أول الكتاب تعريفات لما هو الكائن، ولما هو الوحش وتم اعتماده في التصنيفات التالية داخل الكتاب.

### كويدتش عبر العصور
كتاب آخر مرتبط بسلسلة هاري بوتر قامت رولينج بإعداده تحت اسم خيالي مستعار هو Kennilworthy Whisp وهو الاسم الذي ذكر لمؤلف الكتاب في سلسلة هاري بوتر.
اختص الكتاب بالكويدتش وعالمه، فرقه وأشهر مبارياته ولاعبيه. ذُكر في أول الكتاب سرد عن ماهية الكويدتش وكيفية نشأته وبدايته وعن أشهر فرق الكويدتش المعروفة سواء الخاصة أو الوطنية.
أيضًا ذكر في الكتاب شرح مبسط لملعب الكويدتش نفسه وأنواع الكرات المستخدمة في اللعب ومراكز اللاعبين ووظيفتهم.
الكتاب عبارة عن تسعة فصول (فصول قصيرة نسبيًا).

### حكايات بيدل الشاعر
كتبت ج. ك. رولنغ فقط 7 نسخ من هذا الكتاب بخط يدها وأهدت ستاً منها، أما النسخة السابعة فقد عرضت للبيع واشترتها شركة أمازون. ريع بيع هذا الكتاب ذهب لصالح حملة صوت الأطفال الخيرية.
يحكي الكتاب (والذي ذكر في هاري بوتر ومقدسات الموت)، القصص الخيالية المشهورة في العالم السحري، والقصص التي ذكرت في هذا الكتاب هي:
- الساحر والقدر النطاط
- نافورة الحظ الجيد
- قلب المشعوذ المشعر
- بابيتي رابيتي وجذعها الثرثار
- حكاية الإخوة الثلاثة: وهي القصة الرئيسية التي تحكي عن مقدسات الموت، والتي اعتمدت عليها قصة هاري بوتر ومقدسات الموت.
- عنصر ج

## بنية السلسلة ونوعها الأدبي
روايات سلسلة هاري بوتر مُوجَّهةٌ بشكل أساسي إلى القرَّاء الشباب بدلاً من الأطفال أو الكبار. تندرج روايات السلسلة ضمن الأدب الفنتازي، وتُصنَّف كنوع من الخيال يُسمى «الخيال الحَضري» أو «الخيال المعاصر». كما أنها في الأساس دراما، وتحافظ على وتيرة جادة ومظلمة طوال الوقت، على الرغم من أنها تحتوي على بعض الأمثلة البارزة للكوميديا التراجيدية والفكاهة السوداء. كما أنها تعتبر أيضًا مثالا على رواية التشكيل، أو رواية بلوغ سن الرشد، وتحتوي على عناصر من الغموض والمغامرة والرعب والإثارة والرومانسية. على حد تعبير ستيفن كينج، فإن كتب السلسلة هي «حكايات غامضة ذكية»، وقد تم تأليف كل كتاب بطريقة مغامرات شيرلوك هولمز الغامضة. يتم سرد الروايات من منظور الشخص الثالث مع استثناءات قليلة جدًا (مثل الفصول الافتتاحية لهاري بوتر وحجر الفيلسوف وهاري بوتر وكأس النار وهاري بوتر ومقدسات الموت والفصلين الأولين من هاري بوتر والأمير الهجين).
يُمكن ادراج السلسلة ضمن نوع قصص المدارس الداخلية، مثل رواية «ستالكي وكو» للكاتب البريطاني روديارد كبلينغ وسلسلة «مالوري تاورز» للكاتبة الإنجليزية إنيد بليتون وقصص بيلي بانتر للكاتب تشارلز هاميلتون؛ وذلك لأن معظم أحداث سلسلة هاري بوتر تدور في هوجورتس، وهي مدرسة داخلية بريطانية خيالية للسحرة، حيث يتضمن المنهاج الدراسي استخدام السحر. وبهذا فإنًّ كتب السلسلة «هي سَلِيلَةٌ مباشرةٌ لرواية أيام توم براون في المدرسة لتوماس هيوز وغيرها من الروايات التي تتحدث عن الحياة المدرسية البريطانية في العصر الفيكتوري والعصر الإدواردي»، على الرغم من أن الكثيرين أشاروا أنها أكثر معاصرة، وأكثر حزنًا، وأكثر قَتَامة، وأكثر نضجًا من روايات المدارس الداخلية التقليدية، حيث تتناول سلسلة هاري بوتر موضوعات جادة مثل الموت والحب والخسارة والأحكام الأولية والبلوغ وفقدان شخصيات بريئة كل هذا في بيئة بريطانية خلال تسعينيات القرن العشرين.
تتميز قصص هاري بوتر بصور وعناصر من العصور الوسطى مُسْتَمَدَّة من قصص الملك آرثر. حيث تُشبِه هوجورتس قلعة من العصور الوسطى، كما أن العديد من الأساتذة ينتمون إلى جماعة الساحر الأسطوري ميرلين؛ ولا يزال الأستاذ الشبح بينز يُلْقِي دروسَه حول الإتفاقية الدولية للسحرة لعام 1289؛ وتظهر في السلسلة شخصية تاريخية حقيقية هي شخصية كاتب من القرن الرابع عشر، السيد نيكولاس فلاميل، الذي يُوصَف بأنه مالك حجر الفيلسوف. تشمل العناصر الأخرى من العصور الوسطى في هوجورتس الدروع الحديدية وأسلحة العصور الوسطى المُعَلَّقَة على الجدران، والرسائل مكتوبة على البرشمان والمختومة بالشمع، وقاعة هوجورتس الكبرى التي تشبه قاعة كاميلوت الكبرى، واستخدام العبارات اللاتينية، كما أنَّ الخِيَام المنصوبة خلال مسابقات الكويدتش تُشبِهُ «الخيام الرائعة» المُعدَّة لمسابقات الفروسية، والحيوانات الخيالية مثل التنانين وأحادي القرن الموجودة حول هوجورتس، والحيوانات الموجودة في شعارات منازل هوجورتس الأربعة كلها تُعْتَبَرُ من ثقافة العصور الوسطى.
إنَّ العديد من العناصر في سلسلة هاري بوتر مثل مغامرات البطل التي يستدعي وجود الأشياء التي تمنح الخفاء، والحيوانات والأشجار السحرية، والغابة المليئة بالمخاطر، مُسْتَمَدَّة من الروايات الفرنسية الآرثرية في العصور الوسطى. هناك جوانب أخرى في السلسلة مُسْتَمَدَّة من الروايات الفرنسية الآرثرية مثل استخدام البوم لإيصال الرسائل، وإدخال المستذئبين كشخصيات. يعتقد الباحثان الأمريكيان هيذر أردن وكاثرن لورينز بأن العديد من جوانب قصص بوتر مستوحاة من الحكايات الفرنسية الآرثرية منذ القرن الرابع عشر، مثلًا قصة «كلاريس ولاريس»، حيث أشار الباحثان إلى أوجه التشابه «المذهلة» بين مغامرات بوتر والفارس كلاريس. كما أَشَارَا إلى أن ج. ك. رولينغ تَخَرَّجَت من جامعة إكستر عام 1986 في تخصص الأدب الفرنسي  وأمضت بعد ذلك عامًا في فرنسا.
كَتَبَ أردن ولورنز عن التشابه في الروايات الآرثرية، بين قلعة كاميلوت التي تُعْتَبَرُ مكانًا للعجائب والأمان، حيث يجب أن يُوَاجِه الفرسان الأبطال العديد من المَخَاطِر وغالبًا ما يكون ذلك في الغابة المسحورة، وبين قلعة هوجورتس، وهي أيضًا مكان آمن ورائع، حيث يجب على هاري بوتر وأصدقائه الخروج بشكل دوري إلى الغابة المحرمة التي تحيط بالقلعة. وبنفس الطريقة التي عادةً ما يحصل بها الفرسان في الروايات الآرثرية على المساعدة من أنثى ذكية جدًا ولها صلة بالطبيعة، يحصل هاري على هذه المساعدة بفضل شخصية هيرميون التي تلعب دورًا مشابهًا.
مثل فَارسٍ آرثريٍّ، يتلقى هاري النصيحة والتشجيع من معلمه، ألبوس دمبلدور، الذي يشبه كلاً من الساحر الأسطوري ميرلين والملك آرثر، لكن على البطل هزيمة أعدائِه وحده. كَتَبَ أردن ولورنز أن كُتُبَ رولينج تتميز بأن الشخصيات «... ليست مجرَّد إعادة صياغة بسيطة لأبطال الرومانسية المشهورين، ولكنها مزيج متنوع من الشخصيات المختلفة أَسْفَرَ عن تشكيل شخصيات جديدة...». ومع ذلك، يُجَادِل الباحثان بأن الإلهام الرئيسي لهاري بوتر كان السير برسيفال، أحد فرسان المائدة المستديرة الذي يبحث عن الكأس المقدسة. يتشابه بوتر والسير برسيفال في أن كلٍّا منهما «شابٌ يتيمٌ أو شبه يتيم، نبيلٌ ويتمتع بقوة متأصلة»، تمت تربيتهما من قبل أقاربهما الذين حاولوا إبعادهما عن الأماكن التي يَنْتَمِيَان إليها حقًّا، هوجورتس وكاميلوت على التوالي.
كل من برسيفال وبوتر غرباء عن الأماكن التي ينتمون إليها، وغير معتادين على قواعد الفروسية والسحر، لكن كلاهما يُظْهِر قدرات طبيعية غير عادية حيث أثبت برسيفال نفسه كمقاتل استثنائي بينما كان بوتر لاعب كويدتش ممتازًا. وأخيرًا، وجد كل من يرسيفال وبوتر الحب والقبول من عائلات بديلة، في شكل فرسان المائدة المستديرة وعائلة ويزلي على التوالي.
يحكي كل كتاب في السلسة عن عام دراسي واحد. يَتَعَامَلُ هاري مع المشاكل التي يواجهها، وغالبًا ما يؤدي ذلك إلى انتهاك بعض قواعد المدرسة. إذا تم ضبط الطلاب وهم يخالفون القواعد، فغالبًا ما يتم تأديبهم من قبل أساتذة هوجورتس. تصل القصص إلى ذروتها في الفصل الصيفي، مع اقتراب الاختبارات النهائية أو بعدها مباشرة، عندما تتصاعد الأحداث إلى ما هو أبعد من الخلافات والصراعات داخل المدرسة، ويجب على هاري مواجهة فولدمورت أو أحد أكلة الموت، تُصبح الأمور مسألة حياة أو موت وهذه النقطة تم التأكيد عليها مع تقدم السلسلة، بقتل العديد من الشخصيات في كل من الكتب الأربعة الأخيرة. في نهاية كل رواية، يتعلم هاري دروسًا مهمة من خلال استعراض الأحداث ومناقشتها مع مدير المدرسة ألبوس دمبلدور. الاستثناء الوحيد لهذه النقطة التي تَتَطَلَّب التواجد في المدرسة هو الرواية الأخيرة، هاري بوتر ومقدسات الموت، والتي يقضي فيها هاري وأصدقاؤه معظم وقتهم بعيدًا عن هوجورتس، ويعودون إلى هناك فقط لمواجهة فولدمورت في النهاية.

## المواضيع الرئيسية في السلسلة

### الموت
يظهر الموت كثيرًا مع تطور الحبكة وهو أيضًا العامل المُحرِّك وسبب الأساسي لبداية القصة. حيث تم الإعلان عن وفاة والديْ هاري، جيمس وليلي بوتر، في أول فصل. تموت الشخصيات الثانوية بشكل متكرر طوال القصة وخاصة منذ الكتاب المركزي للسلسلة، هاري بوتر وكأس النار، والذي تحدث فيه عودة فولدمورت. علاوة على ذلك، على الرغم من الحبكة المتجذرة في الفنتازيا، فإن الموت يبدو «حقيقيًّا للغاية» من خلال كونه أمرًا «نهائيًّا».
الموت الأول اللافت للنظر في السلسلة هو موت سيدريك ديجوري، حيث أن هاري هو الشاهد المباشر على اغتياله، ولكن أيضًا لأنه رفيقه وطالب في هوجورتس وصاحب شخصية كريمة ومثالية. على مدار الروايات، وعلى الرغم من حقيقة أن الأحداث تدور بشكل أساسي في مدرسة، إلا أن الحبكة تترك مجالًا لشعور عميق بعدم الأمان المستمر والألم المرتبط بالخسائر البشرية. شيئًا فشيئًا، يرى هاري الأشخاص المقربين منه يموتون على التوالي (عرابه ثم معلمه الأول ثم صديقه ثم أُستاذَه المفضل وصديق والديه).

في الوقت نفسه، يتم تقديم الموت أحيانًا من منظور حكيم مع تقليل أهميته من خلال الأستاذ دمبلدور:
حَسْبَ الكاتبة ج. ك. رولينغ فإن الموت هو الموضوع الرئيسي للسلسلة:

### الحب
ربما يكون الحب هو الموضوع الأكثر حضورًا في السلسة، بعد الموت. في القصة، تمكَّنَ هاري من النجاة بفضل حبِّ والدته لَهُ، حيث ضَحَّتْ بنفسها من أجله ليكون حُبُّها له بمثابة درع يحميه من فولدمورت. حبُّ ليلي بوتر هو السلاح الذي يتمتع به هاري دائمًا، حيث لا يستطيع الأستاذ كويريل أو فولدمورت لَمْسَهُ (في البداية). كما أن دم والدته ظَلَّ يحميه من وصول سيد الظلام إليه، عندما كان هاري يعيش عند خالته بتونيا درسلي.
شخصية سيفيروس سناب، غامضة للغاية منذ البداية، تبدو أكثر إشراقًا وإنسانية في نهاية الحبكة، بمجرد أن يَكْشِفَ عن مشاعره تجاه ليلي بوتر. أدرك هاري بعد ذلك أن هذا الأستاذ، الذي بدا أنه يكرهه كثيرًا، لم يستطع إلا أن يربط بينه وبين أبيه جيمس بوتر[./هاري_بوتر#cite_note-FOOTNOTEHarry_Potter,_t._VII,_2007chap._33-93 [93]] الذي كان يَكْرَهُهُ سناب منذ مراهقته بسبب التشابه الجسدي لهاري وأبيه وبعض السمات المشتركة لشخصيتيْهما. يبدو سناب بارد المشاعر وغير ودود، لكنه أثبت أنه ساعد هاري كثيرًا، في عدة مناسبات على مدار السلسلة. تمَنَّى سناب الموت بعد وفاة ليلي بوتر، لكنه اختار الانتقام لها، وذلك عن طريق التحالف مع دمبلدور لضمان نجاة ابن ليلي الوحيد. كما أنه شَعَر بالرعب عندما علم أن دمبلدور كان يعرف منذ البداية أن هاري يجب أن يموت ليُصبح فولدمورت فانيًا من جديد. بطريقة ما، هزم الحب فولدمورت مرتين : أولًا حب ليلي بوتر لابنها هاري ثم حب سيفيروس سناب لـ ليلي. دمبلدور مقتنع أيضًا بأن الحب هو أعظم قوة على الإطلاق.
يجمع الحب في النهاية رون وهيرميون معًا في الكتاب الأخير، على الرغم من شخصياتهما المتعارضة واختِلافاتِهِمَا العديدة. كما أن حب هاري لرون وهيرميون، بالإضافة إلى حبه لعائلة ويزلي، هو الذي يدفعه للذهاب إلى الغابة المحرمة وتسليم نفسه لفولدمورت في نهاية الكتاب الأخير، هاري بوتر ومقدسات الموت. حيث رفض أن يضع أحبائه في خطر كبير. وفضَّل أن يموت من أجلهم جميعًا، يستخدم حجر القيامة -وهو أَحَدُ مقدسات الموت- ويرى أشباح والديْه وأصدقائهم تعود إلى الظهور لفترة قصيرة، وهو الأمر الذي يمنحه الشجاعة اللازمة. هذه الأحداث مذكورة في الفصل الرابع والثلاثين من الرواية الأخيرة (بعنوان «عودة إلى الغابة») وهو علاوة على ذلك الفصل الأكثر لفتًا للنظر بالنسبة للمؤلفة نفسها: «إنه يُمَثَّل تتويجًا لسبعة عشر عامًا من العمل بالإضافة إلى أنه أكثر الفصول التي كتبتها تنفيسًا عن كل تلك المشاعر المتراكمة لفترة طويلة».

### السلطة والإرادة الحرة
يتطرق العلماء والصحفيون أثناء تفسيرهم لبعض النصوص إلى مصطلحات مثل الإستبداد والقمع والبقاء والاختلاف. أكدت رولينغ أن كتب سلسلة هاري بوتر تدعو إلى التسامح وتندد بالتعصب والعناد وترسل رسالة حول «استجواب السلطة» وعدم الثقة في الحقائق التي يروج لها الإعلام أو الطبقة الحاكمة. وتضيف المؤلفة: "إنني أُحَذِّر من الأشخاص الذين يريدون الحصول على السلطة، وهذا الأمر يظهر بوضوح في الكتب، كما أعتقد".

تذهب الاهتمامات السياسية في السلسلة إلى أبعد من ذلك، رغبة فولدمورت في قمع «السحرة المولودين في عائلات الماغل» و«الأشخاص المولودين في عائلات سحرية لكن من دون أي قدرات خارقة» وذلك استنادًا لمعتقد نقاء الدم، وهذا ما يتشابه مع اضطهاد وقتل مجموعات مختلفة في ظل ألمانيا النازية[./هاري_بوتر#cite_note-FOOTNOTELongerich2010-102 [101]] (سواء من أجل أصولهم أو إنتماءاتهم السياسية). قالت إيزابيل سمادجا، في صحيفة لوموند ديبلوماتيك، أنها ترى في الأحرف الأولى لإسم الجد الأكبر لفولدمورت، سالازار سليذرين إشارة إلى إختصار قوات الأمن الخاصة، فيلق النخبة لهتلر. ماأ كدت رولينغ أن تاريخ هزيمة غيلرت غريندلوالد، الشرير الذي سبق فولدمورت، في عام 1945 لم تكن مصادفة. في مقابلة أخرى، أوضحت رولينج أن الرسالة الأساسية للسلسلة هي الرسالة التي نقلها ألبوس دمبلدور في الكتاب الرابع: عليك أن تختار القيام بالشيء الصواب وليس الشيء سهل. بالنسبة للمؤلفة، هكذا يبدأ الاستبداد: "يُذعن الناس للطاغية، ويستسلمون ثم يجدون أنفسهم في ورطة حتى أعناقهم".
يتم الاقتراب من مفاهيم الرقابة والدعاية في الكتاب الخامس، من خلال دولوريس أمبريدج، أستاذة الدفاع ضد فنون الظلام الجديدة التي عينها وزير السحر، ثم في الكتاب السابع، بواسطة فولدمورت نفسه أو ممثله. تضع أمبريدج أولاً قواعد وعقوبات صارمة بشكل خاص كما يرغب الوزير، بهدف عدم الاعتراف علنًا بعودة فولدمورت. وتم استعمال الصحافة أيضا لتحقيق هذه الغاية. كما أن شخصية كورنيليوس فودج، وزير السحر خلال الكتب الخمسة الأولى، من الممكن أن تكون مستوحاةً من رئيس الوزراء البريطاني خلال الثلاثينيات، نيفيل تشامبرلين، الذي كان يرفض اعتبار هتلر خطرًا محتملاً بينما كان هذا الأخير يُؤسس سلطته ألمانيا.

### الوفاء
قبل أن تبدأ القصة، يخون بيتر بيتيجرو  صديقه جيمس بوتر بدافع إنقاذ حياته الخاصة. من خلال هذه الخيانة، يساهم بيتيغرو بطريقته الخاصة، جنبًا إلى جنب مع فولدمورت، في جر الحبكة بأكملها إلى نغمة قاتمة وإلى حرب نهائية تُودِي بحياة العديد من الشخصيات الشابة والعديد من أعضاء جماعة العنقاء. تُظهر بيلاتريكس ليسترانج الولاء الشديد لسيِّدها فولدمورت، لكنه شكل منحرف من الولاء الذي يتم التعبير عنه بإظهار قسوة واضحة للغاية للجميع وحتى تجاه أكلة الموت الآخرين. وفي الوقت نفسه، فإن فولدمورت ليس مخلصًا لأي شخص. إنه يحتقر ويتلاعب ويعذب بل ويقتل بوحشية في نوبات غضبه أي شخص يُفسد خططه، بِغَضِّ النظر عما إذا كان مخلصًا له أم لا.
يبدو أن وفاء الثلاثي هاري ورون وهيرميون، ووفاء الطلاب لمدرستهم، ووفاء سيفيروس سناب لـ ليلي بوتر الذي بَقِيَ يُحِبُّهَا دائمًا، كان قويًا في مواجهة وحدة فولدمورت وساهم كل هذا بشكل كبير في هزيمة سيد الظلام. كانت الرغبة الوحيدة والدافع الحقيقي لهذا الأخير هو البحث عن السلطة المطلقة من خلال امتلاك عصا الإلدر والخلود بالحصول على حجر الفلاسفة وصُنْع الهوركروكسات. بصفته بطل القصة، يجب على هاري اتخاذ القرارات النهائية، لكن هو نفسه يعرف بأنه لم يكن ليتمكن من مواجهة مخاوفه دون مساعدة أصدقائه.
أكثر كتاب تظهر فيه رمزية الوفاء في السلسلة هو الكتاب الأخير هاري بوتر ومقدسات الموت، عندما يجد الثلاثي أنفسهم بمفردهم في الريف الإنجليزي وبسبب القوة الشريرة الموجودة في ميدالية الهوركروكس يفقد الشخص الأكثر تأثراً في الثلاثي الثقة برفاقه. وهكذا، يتخلى رون عن أصدقائه المقربين لعدة أسابيع، قبل أن يستدِلَّ بساحب الضوء للعودة إليهم. عَرف دمبلدور، الذي يُوصِي لرون بهذه الأداة، أن مشاعره تجاه هيرميون ووفائه لهاري سيُرشدانه للعودة إليهما قبل بداية أحلك الأحداث.

## أفلام هاري بوتر
أُنتج من السلسلة ثمانية أفلام وبذلك تنتهي السلسلة
1. هاري بوتر وحجر الفيلسوف
2. هاري بوتر وحجرة الأسرار
3. هاري بوتر وسجين أزكابان
4. هاري بوتر وكأس النار
5. هاري بوتر وجماعة العنقاء
6. هاري بوتر والأمير الهجين
7. هاري بوتر ومقدسات الموت – الجزء 1
8. هاري بوتر ومقدسات الموت – الجزء 2

### أفلام خارج الخط الزمني للأحداث
1. وحوش مذهلة وأين يمكن العثور عليها
2. الوحوش المذهلة: جرائم جريندلوالد
3. الوحوش المذهلة: أسرار دمبلدور

## الإنجازات

### الأثر الثقافي
كان معجبو السلسلة متحمسين جدًا للدفعة الأخيرة التي بدأت المكتبات في جميع أنحاء العالم في تنظيم أحداث تتزامن مع إصدار الكتب في منتصف الليل، بدءًا من نشر هاري بوتر وكأس النار عام 2000. حققت الأحداث التي تتميز عادةً بالفرز الوهمي، والألعاب، والرسم على الوجوه، وغيرها من وسائل الترفيه الحية، قد حققت شعبية لدى محبي بوتر وحققت نجاحًا كبيرًا في جذب المعجبين وبيع الكتب بما يقرب من تسعة ملايين من أصل 10.8. بيعت مليون نسخة أولية مطبوعة من هاري بوتر والأمير نصف الدم في أول 24 ساعة
أصبح الكتاب الأخير في السلسلة، هاري بوتر ومقدسات الموت، أسرع الكتب مبيعًا في التاريخ، حيث بيع 11 مليون كتاب في أول أربع وعشرين ساعة من الإصدار. جمعت السلسلة أيضًا المعجبين البالغين، مما أدى إلى إصدار نسختين من كل كتاب من كتب هاري بوتر، متطابقتين في النص ولكن مع عمل فني للغلاف لإصدار واحد موجه للأطفال والآخر موجه للبالغين. إلى جانب الالتقاء عبر الإنترنت من خلال المدونات والبودكاست ومواقع المعجبين، يمكن أيضًا لعشاق هاري بوتر أن يجتمعوا في ندوات هاري بوتر.
انتشرت كلمة Muggle أو ماغل إلى ما وراء أصول هاري بوتر، لتصبح واحدة من كلمات الثقافة الشعبية القليلة التي وصلت إلى قاموس أوكسفورد الإنجليزي. اعتنق قاعدة هاري بوتر المعجبين البودكاست كنظرة منتظمة، غالبًا أسبوعية، لآخر مناقشة في القاعدة الجماهيرية. وصل كل من ماغل كاست وبوتر كاست إلى صدارة تصنيفات البودكاست على iTunes وتم اختيارهما كأحد أفضل 50 بودكاست مفضلاً.
تتضمن بعض الدروس المحددة في السلسلة التنوع والقبول والتسامح السياسي والمساواة. تظهر الدراسات الاستقصائية التي أجريت على أكثر من 1000 طالب جامعي في الولايات المتحدة أن أولئك الذين يقرؤون الكتب كانوا مختلفين بشكل كبير عن أولئك الذين لم يقرؤوا الكتب. حيث وُجد قراء المسلسل أكثر تسامحًا وأكثر معارضة للعنف والتعذيب وأقل استبدادًا وأقل تشاؤمًا. على الرغم من أنه من غير المعروف ما إذا كانت هذه علاقة سبب ونتيجة، إلا أن هناك ارتباطًا واضحًا، ويبدو أن التأثير الثقافي لهاري بوتر قد يكون أقوى من مجرد رابطة جماهيرية.
تم عمل العديد من الأعمال الخيالية والفنية للمعجبين حول هاري بوتر. في مارس 2007، كان «هاري بوتر» أكثر موضوعات قصص المعجبين التي تم البحث عنها على الإنترنت. في جامعة ميشيغان في عام 2009، قدمت StarKid للإنتاج مسرحية موسيقية أصلية ساخرة لسلسلة هاري بوتر المسماة A Very Potter Musical. تم منح المسرحية الموسيقية جائزة أفضل 10 مقاطع فيديو فيروسية لعام 2009 من مجلة إنترتينمنت ويكلي.
تم إنشاء رياضة Quidditch، التي تلعبها شخصيات في سلسلة Harry Potter، في عام 2005 ويتم لعبها في جميع أنحاء العالم بما في ذلك في جامعات مثل جامعة هارفارد وجامعة ييل وجامعة واشنطن في سانت لويس. شخصيات وعناصر من سلسلة ألهمت الأسماء العلمية للعديد من الكائنات الحية، بما في ذلك ديناصور Dracorex hogwartsia، العنكبوت Eriovixia gryffindori، دبور زنبور ديمنتور، وسرطان البحر Harryplax سيفيروس.

### الجوائز والتكريمات والتقدير
تم الاعتراف بسلسلة هاري بوتر من قبل مجموعة من الجوائز منذ النشر الأولي لـ Philosopher's Stone بما في ذلك أربع جوائز Whitaker Platinum Book Awards (تم منحها جميعًا في عام 2001)، ثلاث جوائز Nestlé Smarties Book (1997-1999)، جائزتا كتاب لمجلس الفنون الاسكتلندي (1999 و2001)، جائزة كتاب الأطفال الافتتاحي ويتبريد (1999)، كتاب WHSmith للعام (2006)، بين آخرين. في عام 2000، تم ترشيح هاري بوتر وسجين أزكابان لجائزة هوغو لأفضل رواية، وفي عام 2001، فاز هاري بوتر وكأس النار بالجائزة المذكورة. تتضمن التكريمات إشادة بميدالية كارنيجي (1997)، قائمة مختصرة لجائزة Guardian Children's Award (1998)، وقوائم عديدة بالكتب البارزة، وخيارات المحررين، وقوائم أفضل الكتب لجمعية المكتبات الأمريكية، The نيويورك تايمز، مكتبة شيكاغو العامة والناشرون الأسبوعي.
في عام 2002، أطلق عالم الاجتماع أندرو بليك على هاري بوتر أيقونة ثقافة البوب البريطانية إلى جانب أمثال جيمس بوند وشيرلوك هولمز. في عام 2003، تم تصنيف أربعة من الكتب في قائمة أفضل 24 كتابًا في استطلاع " الكبار يقرؤون" على بي بي سي حول أفضل الروايات المحبوبة في المملكة المتحدة.
وجدت دراسة أجريت عام 2004 أن الكتب في هذه السلسلة كانت تُقرأ بصوت عالٍ في المدارس الابتدائية في مقاطعة سان دييغو، كاليفورنيا. واستناداً إلى استطلاع أُجري عام 2007 عبر الإنترنت، أدرجت جمعية التعليم الوطنية الأمريكية هذه السلسلة في «أفضل 100 كتاب للأطفال» للمعلمين. ثلاثة من الكتب التي تم وضعها ضمن «أفضل 100 كتاب فصل» في كل العصور، أو روايات الأطفال، في استطلاع عام 2012 نشرته مجلة School Library Journal : احتل حجر الساحر المرتبة الثالثة، وسجين أزكابان الثاني عشر، وكأس النار 98.
في عام 2012، شهد حفل افتتاح الألعاب الأولمبية الصيفية لعام 2012 في لندن عرضًا بطول 100 قدم للورد فولدمورت في مقطع مصمم لإظهار الرموز الثقافية في المملكة المتحدة. في نوفمبر 2019، أدرجت بي بي سي سلسلة هاري بوتر في قائمتها لأكثر 100 رواية تأثيرًا.

## وصلات خارجية
- الموقع الرسمي لسلسلة أفلام هاري بوتر
- موقع هاري بوتر العربي